# Bassin de Chambly
Bassin de Chambly är en sjö i Kanada.   Den ligger i regionen Montérégie och provinsen Québec, i den sydöstra delen av landet, 190 km öster om huvudstaden Ottawa. Bassin de Chambly ligger 4 meter över havet. Arean är 29,5 kvadratkilometer. Den sträcker sig 61,9 kilometer i nord-sydlig riktning, och 12,6 kilometer i öst-västlig riktning.
Följande samhällen ligger vid Bassin de Chambly:
- Otterburn Park (8 464 invånare)
- Carignan (7 426 invånare)
- Richelieu (5 208 invånare)
- Saint-Denis-sur-Richelieu (1 067 invånare)

Omgivningarna runt Bassin de Chambly är en mosaik av jordbruksmark och naturlig växtlighet. Runt Bassin de Chambly är det ganska tätbefolkat, med 207 invånare per kvadratkilometer.